# Finske Demokratiske Republik
Den Finske Demokratiske Republik (fi: Suomen kansanvaltainen tasavalta, sv: Demokratiska Republiken Finland) var en kortlivet regering, som kun blev anerkendt af Sovjetunionen. Den fungerede i de områder af Finland, som blev besat af Sovjetunionen under Vinterkrigen, og var kendt som Terijoki-regeringen. Sovjetunionen hævdede at det var den eneste regering for hele Finland, som kunne afslutte Vinterkrigen og genskabe freden. Inden krigen sluttede opgav de sovjetiske ledere denne udlægning og indgik en fredsaftale med den finske regering.

## Regeringen oprettes
Terijoki-regeringen blev dannet den 1. december 1939 i den finske grænseby Terijoki (nu Zelenogorsk, Rusland). I hele dens levetid var Otto Ville Kuusinen formand og regeringsleder. Trods navn af finsk "folkeregering" var denne ikke valgt af befolkningen i Terijoki, idet alle var evakuerede. Denne regering anmodede straks den 1. december sovjetregeringen "om væbnet hjælp for i fællesskab og snarest muligt at gøre en ende på den yderst farlige krigsbrand, som er blevet tændt i Finland af landets tidligere ledere", hvilket officielt også skete.

## Traktaten med Russiske SFSR
Den 2. december afsluttedes en traktat, hvorved Finlands Demokratiske Repoblik afstod 3.970 km2 af det Karelske Næs, øerne Hogland, Tytärskär, Lövskär, Seitskär og Björkö (finsk: Koivisto) i den Finske Bugt, Fiskerhalvøen og Pummanki ved ishavet, bortforpagtede Hangö odde og vandet omkring den samt sluttede en militær bistands- og venskabspagt med Russiske SFSR. Til gengæld for disse indrømmelser (vedrørende områder, som regeringen de facto ikke var i besiddelse af på underskrivelsestidspunktet), fik man løfte om 70.000 km2 i Østkarelen (langt mere end det område, finnerne havde fået tilbudt under forhandlingerne). Ratifikationsdokumenter skulle "snarest muligt" udveksles i Helsingfors.
Den Finske Demokratisks Republik omfattede kun det territorium, som Sovjetunionen besatte i Finland under Vinterkrigen. Efter en sovjetisk sejr skulle grænsen mellem Sovjetunionen og Finske Demokratiske Republik justeres således, at de områder, som Stalin havde krævet under forhandlingerne med Finland, skulle tilfalde Sovjetunionen. Samtidig skulle et større område i Karelen forenes med Finske Demokratiske Republik, omfattende områderne Repola og Porajärvi, som Finland havde gjort krav på under fredsforhandlingerne i Dorpat i 1920, desuden Olonets (finsk: Aunus) og byen Kalevala.

## Afvisningen i Finland
Terijoki-regeringen blev mødt med afvisning. I en proklamation udtalte Finlands Socialdemokratiske Parti og Finlands Fagforeningers Centralforbund deres tillid til den nationale finske regering under Risto Ryti, "der støtter sig på den af Finlands folk valgte rigsdag og således alene har ret til at repræsentere Finlands folk... Den finske arbejderklasses fredsvilje er oprigtig. Hvis angriberne alligevel ikke værdsætter arbejderklassens fredsvilje, er der for Finlands arbejdere ingen anden udvaj tilbage end med våben i hånd at kæmpe mod volden for landets selvbestemmelsesret, for demokrati og fred."
I en radiotale den 8. december 1939 udtalte den finske statsminister Ryti blandt andet: "Hr. Kuusinens magt i Finland vil aldrig strække sig een tomme længere end den røde hærs bajonetspidser, der beskytter ham, og den vil ikke vare eet minut længere, end disse bajonetter omgiver ham."

## Regeringen i Folkeforbundet
Finland havde omgående efter vinterkrigens start anmodet om indkaldelse af Folkeforbundet under henvisning til forbundspagtens artikler 11 og 15 for at få standset det sovjetiske angreb. Generalsekretæren i Folkeforbundet, Avenol, indkaldte straks forbundsrådet til den 9. og delegationsforsamlingen til den 11. december. Allerede den 4. svarede sovjetregeringen imidlertid, at den faldt indkaldelsen umotiveret, da "Sovjetunionen ikke befinder sig i krigstilstand med Finland og ikke truer den finske nation med krig. Følgelig er henvisningen til artikel 11, punkt 1 uberettiget. Sovjetunionen opretholder fredelige forbindelser med Finlands demokratiske republik, hvis regering den 2. december har underskrevet en bistands- og venskabspagt med Sovjetunionen. Denne pagt har reguleret alle de spørgsmål, som sovjetregeringen resultatløst har drøftet med delegerede fra den tidligere finske regering, hvis myndighed nu er blevet den frataget."
Ved en afstemning i Folkeforbundet den 14. december 1939 blev Sovjetunionen ekskluderet af forbundet. Nogen international anerkendelse af Terijoki-regeringen faldt aldrig sted, bortset fra Sovjetunionen, Mongoliet og Tuva; sidstnævnte var begge sovjetiske lydstater.

## Sammenlægningen med Karelske ASSR
Den 12. marts 1940 sammenlagdes regeringen med den Karelske Autonome Socialistiske Sovjetrepublik inden for den Russiske Socialistiske Føderative Sovjetrepublik (RSFSR) ved oprettelsen af den Karelsk-finske Socialistiske Sovjetrepublik, som formelt blev en selvstændig republik i Sovjetunionen efter, at Finland havde afstået en række finske områder til Sovjetunionen ved Fredstraktaten i Moskva.

## Terijoki-regeringen
| Minister                                          | Embedsperiode                     |
| ------------------------------------------------- | --------------------------------- |
| Formand og udenrigsminister Otto Wille Kuusinen   | 2. december 1939 – 12. marts 1940 |
| Næstformand og finansminister Mauritz Rosenberg   | 2. december 1939 – 12. marts 1940 |
| Forsvarsminister Akseli Anttila                   | 2. december 1939 – 12. marts 1940 |
| Minister for indre anliggende Tuure Lehén         | 2. december 1939 – 12. marts 1940 |
| Landbrugsminister Armas Äikiä                     | 2. december 1939 – 12. marts 1940 |
| Undervisningsminister Inkeri Lehtinen             | 2. december 1939 – 12. marts 1940 |
| Minister for karelske anliggender Paavo Prokkonen | 2. december 1939 – 12. marts 1940 |

Kilde: "Pravda", 2. december 1939